# Cangaceiros de Lampião
Cangaceiros de Lampião é um filme brasileiro de 1967, do gênero aventura, dirigido e roteirizado por Carlos Coimbra.

## Sinopse
Pedro Boiadeiro é um vaqueiro que vai se casar com Rosinha, porém, no dia em que se casou, sua casa é invadida por cangaceiros que escaparam do massacre que matou Lampião. Durante a invasão, Rosinha é estuprada pelos cangaceiros e acaba morrendo. Querendo justiça, Pedro Boiadeiro sai pelo sertão em busca dos algozes de sua esposa, enfrentando a caatinga e astúcia dos cangaceiros.

## Elenco
- Milton Rodríguez....... Pedro Boiadeiro
- Vanja Orico....... Mariana
- Maurício do Valle....... Carcará
- Milton Ribeiro....... Moita Brava
- Jacqueline Myrna....... Rosinha
- Antonio Pitanga....... Cravo Roxo
- Walter Seyssel....... Jirimun
- Roberto Ferreira....... Antonio
- Sadi Cabral....... Pai de Mariana
- David Neto....... Pai de Rosinha
- Eduardo Abbas....... Sabonete
- Aluizio de Castro....... Mortalha
- Celeste Aída....... Nenêm
- Geraldo Gamboa....... Primeiro padre
- Marta Greiss....... Noiva